# Ladislav Stroupežnický
Ladislav Stroupežnický (6. ledna 1850 Cerhonice – 11. srpna 1892 Praha) byl český spisovatel, dramatik a dramaturg Národního divadla.

## Biografie

### Mládí
Stroupežnický se narodil v prostředí regionálních vzdělanců, otec byl hospodářským správcem premonstrátských statků a ředitelem patrimoniální kanceláře panství v Cerhonicích. Absolvoval pouze dvě třídy reálky v Písku, než byl pro kázeňské přestupky vyloučen. Poté se stal ve svém rodišti praktikantem na premonstrátském velkostatku a archivářem, nezískal sice žádné literární vzdělání, ale měl dobrou společnost a dobrý přístup do knihoven.

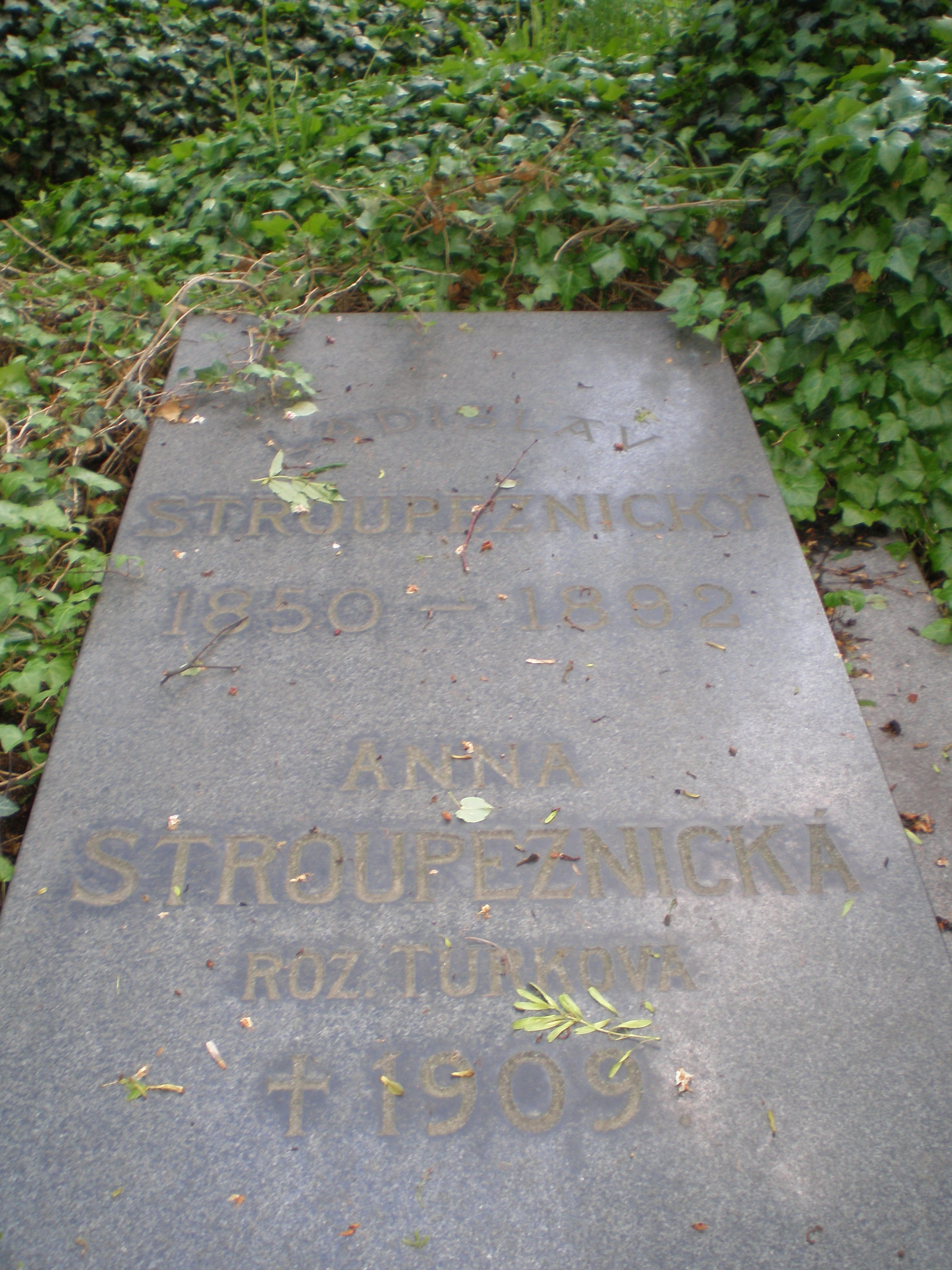
Hrob Ladislava Stroupežnického na Olšanských hřbitovech v Praze

Během dospívání se seznámil s bratry Janem a Mikolášem Alšovými. Vztah s Janem byl více než přátelský, avšak netrval dlouho, protože Jan neunesl tíhu Ladislavovy žárlivosti a na Velký pátek roku 1867 se zastřelil. Tři měsíce nato v noci při číhané omylem vystřelil po hajném, načež se v pominutí mysli pokusil o sebevraždu. Rána mu utrhla spodní čelist a nos. Otec jej dal převézt na pražskou kliniku k později proslulému chirurgovi Vilému Weissovi, kde Ladislav podstoupil několik operací, rok nemohl mluvit a věnoval se kreslení, psaní a vyřezávání ze dřeva či slonoviny, zejména siluetám řezaným lupénkovou pilkou. I po ročním pobytu v nemocnici a plastice mu až do konce života zůstal zohavený obličej.

### Působení v Praze
Brzy po nehodě se přestěhoval do Prahy, kde přispíval do několika časopisů. Nejprve se snažil prosadit jako humorista. V té době pracoval jako úředník v pojišťovně, později jako písař na berní správě magistrátu. Roku 1882, když se po požáru začalo znovu budovat pražské Národní divadlo, stal se až do své smrti jeho prvním dramaturgem. V této funkci musel překonávat řadu překážek a odrážet útoky a kritiku, nejen nepřátel, ale také autorů a publika romantického spektra. Jeho příkrou kritiku těžce snášel například Julius Zeyer. Podle jiných kritiků jeho přísnost a vysoké nároky vůči dramatikům získaly divadlu vysoký kredit již od jeho počátků.
Dne 22. května 1890 se oženil s herečkou Annou Turkovou (1855–1909). Žili spolu v Praze, zprvu Na Zderaze.; z prosperující živnosti manželů Anna zakoupila na Vinohradech vlastní dům čp. 271. Roku 1892 Stroupežnický zemřel, když podlehl onemocnění tyfem[nepřesný odkaz]. Manželství bylo bezdětné, jméno Ladislav dostal po svém křestním kmotrovi synovec, syn Ladislavova bratra Ignáce (1851-1890), stavitele a důchodního na panství Černínů.
Je pohřben na Olšanských hřbitovech v Praze. Ve stejném hrobě je pohřbena i jeho manželka.

## Stroupežnický a film
V roce 1937 režiséři Vladislav Vančura a Václav Kubásek zfilmovali hru Naši furianti.
O jeho mládí natočil režisér Ondřej Hudeček v roce 2015 krátký film Furiant.

## Citát
| „                 | Jeho literární úspěchy byly kupodivu rané; už jedenadvacetiletý vtrhl do čtenářské obce populární kdysi humoreskou "Kantorovy trefuňky", záhy obsadil svými příspěvky Humoristické listy i Palečka a včas odbyl si také divadelní křtiny nejprve neškodným propadnutím a pak dvojím dočasným úspěchem, takže Stroupežnický třicátník byl známou osobností tehdejší pražské literatury. Rád si s několika přáteli poseděl, popil, požertoval, v úřadě byl prý sám šprým a samá taškařina, lidé ho měli rádi pro jeho čestnou a nesmlouvavou povahu. | “ |
| — Jaroslav Kvapil | |   |

## Dílo, výběr

### Drama
- Černé duše – z dějin rodu Smiřických
- Naši furianti – odehrává se ve vesnici Honice (inspirováno autorovým rodištěm), kde se o funkci ponocného ucházejí dva kandidáti: Fiala a Bláha. Hra se zabývá sociálními problémy české vesnice – tj. hloupý sedlák a chytří chudí. [11] [12] [13] [14] [15]
- Noviny a karty
- Paní mincmistrová – hlavní hrdina Mikuláš Dačický, odehrává se v Kutné Hoře (podle této hry vznikl film Cech panen kutnohorských)
- Sirotčí peníze
- Velký sen
- Zvíkovský rarášek – příběh záletníka Mikuláše Dačického z Heslova, později zhudebněno Vítězslavem Novákem ve stejnojmennou operu [16] [17]
- Zkažená krev – divadelní hra [18] [19]
- Na Valdštejnské šachtě
- Václav Hrobčický z Hrobčic
- V panském čeledníku
- Vojtěch Žák, výtečník
- Christoforo Colombo (o Kryštofu Kolumbovi) [20]
- Král Třtina – tragédie

### Próza
Stroupežnický psal v raném období poezii, krátké prózy, romány a humoresky. Byl oblíbený jako humorista, autor často jízlivých povídek se ostatními literárními útvary příliš neproslavil.
- Z mé cesty do Italie
- Lidé směšní a ubozí
- Rozmarné historky
- První pražský velkoobchod s pavouky
- Z Prahy a z venkova

### Poezie
- Na stepi – epická báseň
- Rabiho perla – epická báseň
- Den soudu – epická báseň